# Horváth János (matematikus)
Horváth János (Budapest, 1924. július 30. – 2015. március 12.) magyar matematikus, a Magyar Tudományos Akadémia külső tagja.
1947-ben doktorált Fejér Lipót tanítványaként. A doktori cím megszerzése után Párizsba ment kutatni, majd Kolumbiába, végül 1957-től az Amerikai Egyesült Államokban tanított a University of Marylanden. 1994-ben professor emeritus címet kapott. Az analízis több területén alkotott, leginkább a funkcionálanalízis és annak a disztribúcióelmélet nevű területén ért el nagy sikereket.
Az 1947-es évfolyamon rajta kívül még négy tehetséges matematikus végzett: Aczél János, Császár Ákos, Fuchs László és Gál István. Vele együtt Big Five néven emlegették őket.

## Néhány publikációja
- Disztribúciók és topologikus vektorterek. Székfoglaló előadások a Magyar Tudományos Akadémián. 2000